# Grävstasjön
Grävstasjön är en sjö i Södertälje kommun i Södermanland och ingår i Tyresån-Trosaåns kustområde. Sjön är 9,1 meter djup, har en yta på 0,0924 kvadratkilometer och är belägen 48,9 meter över havet. Sjön avvattnas av vattendraget Skillebyån.

## Delavrinningsområde
Grävstasjön ingår i det delavrinningsområde (654784-160137) som SMHI kallar för Mynnar i havet. Medelhöjden är 42 meter över havet och ytan är 32,84 kvadratkilometer. Det finns inga avrinningsområden uppströms utan avrinningsområdet är högsta punkten. Avrinningsområdets utflöde Skillebyån mynnar i havet. Avrinningsområdet består mestadels av skog (52 procent), öppen mark (12 procent) och jordbruk (28 procent). Avrinningsområdet har 0,18 kvadratkilometer vattenytor vilket ger det en sjöprocent på 0,6 procent. Bebyggelsen i området täcker en yta av 0,82 kvadratkilometer eller 3 procent av avrinningsområdet.